# Julianki
Julianki [pronunciación en polaco: /juˈljanki/] es un pueblo en el distrito administrativo de Gmina Parzęczew, dentro del Distrito de Zgierz, Voivodato de Łódź, en Polonia central. Se encuentra aproximadamente 3 kilómetros al este de Parzęczew, 16 kilómetros al noroeste de Zgierz, y 24 kilómetros al noroeste de la capital regional, Łódź.
El pueblo tiene una población de 20 habitantes.